# رانندگی (برای بابای جین)
«رانندگی (برای بابای جین)» (به انگلیسی: Drive (For Daddy Gene)) تک‌آهنگی از هنرمند اهل ایالات متحده آمریکا الن جکسون است که در ۲۸ ژانویه ۲۰۰۲ توسط آریستا نشویل منتشر شد. این ترانه به رتبه یک در جدول ترانه‌های برتر کانتری بیلبورد رسید.